# エマヌエル・ボナヴェントゥレ・デニス
エマヌエル・ボナヴェントゥレ・デニス（Emmanuel Bonaventure Dennis, 1997年11月15日 - ）は、ナイジェリア・アブジャ出身のサッカー選手。ナイジェリア代表。プレミアリーグ・ノッティンガム・フォレストFC所属。ポジションはフォワード。

## 経歴
2016年3月にFCゾリャ・ルハーンシクと契約を結んだ。2016-17シーズンのリーグ開幕戦にスタメンで起用され、デビュー戦で得点を記録した。シーズン終了後、クラブ・ブルッヘと4年契約を結んだ。
2017年7月26日、UEFAチャンピオンズリーグ 予選のイスタンブール・バシャクシェヒル戦でスタメンで起用され、ブルッヘでの公式戦デビューと同時に初得点を挙げた。
2019年10月1日のCLグループリーグのレアル・マドリード戦では、前半だけで2ゴールを決め、敵地エスタディオ・サンティアゴ・ベルナベウでの勝ち点1獲得の原動力となった。
2021年1月25日、1.FCケルンにシーズン終了までのレンタル移籍で加入。
2021年6月21日、ワトフォードFCへの移籍が発表された。
2022年8月13日、ノッティンガム・フォレストFCへの移籍が発表された。

## 個人成績

### クラブでの成績
2020年10月1日現在　出典：soccerway.com
| クラブ           | シーズン | リーグ戦       | リーグ戦 | リーグ戦 | カップ戦 | カップ戦 | UCL  | UCL  | UEL  | UEL  | その他 | その他 | 合計 | 合計 |
| クラブ           | シーズン | リーグ         | 試合     | 得点     | 試合     | 得点     | 試合 | 得点 | 試合 | 得点 | 試合   | 得点   | 試合 | 得点 |
| ---------------- | -------- | -------------- | -------- | -------- | -------- | -------- | ---- | ---- | ---- | ---- | ------ | ------ | ---- | ---- |
| ゾリャ           | 2016-17  | プレミアリーグ | 22       | 6        | 1        | 0        | -    | -    | 3    | 0    | -      | -      | 26   | 6    |
| クラブ・ブルッヘ | 2017-18  | ジュピラー     | 30       | 7        | 4        | 4        | 2    | 1    | 2    | 0    | -      | -      | 38   | 12   |
| クラブ・ブルッヘ | 2018-19  | ジュピラー     | 26       | 7        | 1        | 0        | 3    | 0    | 2    | 0    | 0      | 0      | 32   | 7    |
| クラブ・ブルッヘ | 2019-20  | ジュピラー     | 20       | 5        | 2        | 0        | 10   | 3    | 1    | 1    | -      | -      | 33   | 9    |
| クラブ・ブルッヘ | 合計     | 合計           | 76       | 19       | 6        | 4        | 15   | 4    | 5    | 0    | 0      | 0      | 96   | 28   |
| 合計             | 合計     | 合計           | 98       | 25       | 8        | 4        | 15   | 4    | 8    | 0    | 0      | 0      | 129  | 34   |

1. ↑  予選、プレーオフも含む。
2. ↑  予選、プレーオフも含む。

## タイトル

### クラブ
クラブ・ブルッヘ
- ジュピラー・プロ・リーグ : 2017-18, 2019-20
- ベルギー・スーパーカップ : 2018-19